# Idioctis yerlata
Idioctis yerlata är en spindelart som beskrevs av Churchill och Raven 1992. Idioctis yerlata ingår i släktet Idioctis och familjen Barychelidae.
Artens utbredningsområde är Queensland. Inga underarter finns listade i Catalogue of Life.